# Le Complexe d'Atlantis
Le Complexe d'Atlantis est le septième tome de la série littéraire Artemis Fowl, écrite par Eoin Colfer.
Dans cette aventure, Artemis Fowl réunit des représentants du peuple des fées afin de leur exposer un plan pour sauver la planète du réchauffement climatique. Cependant, l'adolescent a un comportement étrange depuis quelque temps, et semble atteint par une étrange maladie. Par ailleurs, Artemis a face à lui un nouvel ennemi qui souhaite visiblement l'anéantir, ainsi que son garde du corps et ses amis Holly et Foaly.

## Trame

### Scénario
Chapitre 1 : Le jour de son quinzième anniversaire, Artemis Fowl réunit certains membres du peuple des fées (Holly Short, Foaly et le lieutenant-colonel Vinyaya) pour leur proposer un projet pour sauver le monde du réchauffement climatique grâce à une machine pouvant propulser dans l'air des "nanogalettes" semblables à des flocons de neige. Alors qu'il leur explique son plan au pied du Vatnajökull (Islande), une sonde aérienne arrive du ciel et attaque Artemis et ses amis en lançant des rayons de plasma. Durant cette intervention, le commandant Vinyaya meurt en voulant sauver ses soldats. Artemis, qui est sujet à des troubles obsessionnels compulsifs depuis quelque temps et perd sa rationalité, pense que la sonde est un effet de son imagination. Il ne s'inquiète donc pas de sa descente droit sur lui.
Chapitre 2 : La veille, Artemis est en compagnie de Butler (son garde du corps) lorsque ce dernier reçoit un message de détresse de sa sœur Juliet qui lui demande de venir l'aider. Elle se trouve à Cancún (Mexique) pour sa carrière de catch. Artemis insiste pour que Butler aille sauver sa sœur plutôt que de veiller sur lui. Ayant retrouvé Juliet au cours d'un match, il découvre que celle-ci n'est pas l'auteure du message de détresse. Alors que Butler et Juliet sont sur le point de quitter le ring, un être inconnu du monde des fées parvient à "mesmériser" (~hypnotiser) la foule via un contact visuel établi par un grand écran de retransmission, et ordonne de tuer Butler et Juliet.
Chapitre 3 : Retour à la situation en Islande. Holly voit qu'Artemis est en danger et ne se dégage pas de sa position, elle lui tire donc une décharge non mortelle avec son pistolet pour le propulser quelques mètres plus loin. La sonde aérienne ne s'écrase pas au contact de la glace et continue de s'enfoncer dans le sol. Foaly prévient Holly que le plasma envoyé par la sonde est en réalité un ensemble de petits robots nommés "Amorphobots" attirés par les sources de chaleur. Les trois survivants étant en danger, Holly parvient à déclencher le propulseur de nanogalettes qui les recouvrent entièrement et les rendent indétectables aux Amorphobots qui s'en vont dans le cratère de la sonde. Lorsque Holly réveille Artemis, celui-ci a changé de personnalité et affirme s'appeler Orion en parlant d'Artemis à la troisième personne. Sa folie est symptomatique du "Complexe d'Atlantis", une maladie mentale féérique.
Chapitre 4 : Retour à la situation au Mexique. Butler et Juliet montent sur le ring pour se protéger de la foule belliqueuse hypnotisée. Butler parvient à propulser sa sœur vers le haut pour qu'elle atteigne une poutrelle métallique. Juliet peut ainsi atteindre l'écran géant et se jette dessus pour le briser, alors que Butler est recouvert et étouffé par la foule. Une fois l'écran brisé, le "mesmer" prend fin et les personnes reviennent à la raison. Les deux héros peuvent s'enfuir.
Chapitre 5 : Dans le monde souterrain des fées, le lecteur découvre que le prisonnier Turnball Root est parvenu, depuis sa cellule, à organiser les deux attaques en Islande et au Mexique. En Islande, Holly parvient après quelques péripéties à récupérer sous la glace une capsule de sauvetage ayant appartenu aux forces décimées du commandant Vinyaya. Orion (la seconde personnalité d'Artemis) se révèle être un romantique à l'esprit chevaleresque.
Chapitre 6 : À Miami (États-Unis), dans un bar mal famé, un groupe de nains féériques reçoit l'ordre d'aller effacer la mémoire de Juliet et Butler. La mission est un échec : Butler parvient à attraper l'un des nains. Ce dernier, sous le coup du stress, projette de la matière par ses voies naturelles, au point de décoller (Butler restant accroché à lui) jusqu'à rejoindre la navette des nains en stationnement aérien (gyroplane). L'un des nains à bord se révèle être Mulch Diggums, une connaissance de Butler. Après avoir expulsé les autres nains de la mission et récupéré Juliet, la navette conduite par Mulch part vers l'Atlantique Nord.
Chapitre 7 : À bord de la navette de sauvetage rudimentaire, Holly, Foaly et Orion partent sur les traces de la sonde dans les profondeurs terrestres. Ils la retrouvent et parviennent à déterminer qu'elle avance droit sur le dôme de l'Atlantide. Une fissure du dôme lors du choc provoquerait une inondation de l'Atlantide. En manque d'oxygène, les 3 héros doivent remonter à la surface et Holly parvient à donner l'alerte au monde souterrain par téléphone. L'Atlantide est évacuée, ainsi que la prison atlante dans laquelle est enfermé Turnball Root. Ce dernier, qui a orchestré l'attaque, a aussi prévu un plan d'évasion. À l'aide d'un gardien qu'il a soumis à sa volonté par magie, il parvient à voler une navette de transport et va à la rencontre de la sonde. Les Amorphobots qui s'y trouvent le récupèrent, ainsi que trois autres fidèles de Turnball qui se sont ralliés à lui. La sonde s'écrase au fond de l'océan sans dommages pour l'Atlantide. Turnball va rejoindre son épouse humaine Leonor qui habite à Venise.
Chapitre 8 : En remontant vers la surface, Holly a dû assommer Orion. À son réveil, celui-ci reprend la personnalité d'Artemis. Le gyroplane de Butler, Juliet et Mulch atteint la navette flottante d'Artemis, Foaly et Holly grâce à une localisation GPS. Tous les personnages se retrouvent dans le gyroplane, et Artemis avoue à Butler qu'il est à l'origine du SMS qui l'a envoyé au Mexique. Par une suite d'observations et de déductions, les 6 personnages comprennent que Turnball est celui qui leur veut du mal. Le gyroplane part au fond de l'océan, à l'endroit du crash de la sonde. Une fois arrivés, Artemis sort du gyroplane dans une combinaison pressurisée pour inspecter les lieux, mais est attrapé par un calmar géant qui l'emmène avec lui.
Chapitre 9 : Turnball arrive à Venise où il retrouve sa femme dont la santé s'est beaucoup dégradée en son absence. Par ailleurs, Turnball avait utilisé une rune de magie noire pour asservir sa femme dès leur première rencontre, et son pouvoir de domination semble s'affaiblir. Turnball souhaite repartir vers l'Atlantide avec ses acolytes pour s'emparer de N°1, un sorcier très puissant qui pourrait rajeunir et guérir Léonor. Au fond de l'océan, le calmar essaie sans succès de tuer et manger Artemis avant que le gyroplane ne le sauve de sa position délicate. Le vaisseau suit la trace des Amorphobots qui ont emmené Turnball et ses acolytes jusqu'à Venise. Le gyroplane est intercepté par la navette de Turnball qui repart vers l'Atlantide. Des Amorphobots capturent les 6 héros. Turnball trace une rune sur Artemis et Holly pour les soumettre à sa volonté. Alors que les prisonniers sont surveillés par un acolyte de Turnball, Foaly parvient à détruire les Amorphobots qui les retiennent. Le vaisseau est alors déjà arrivé en Atlantide, et Holly a déjà été envoyée par Turnball pour chercher N°1 qui la suit naïvement jusqu'à la navette de Turnball. Tous les personnages (les 6 héros, N°1, Turnball et ses acolytes encore conscients) se retrouvent au même moment dans le conduit qui relie la navette de Turnball à l'Atlantide. Un combat débute entre les différents protagonistes. Artemis parvient finalement à neutraliser Turnball par surprise, sa personnalité "Orion" non soumise aux runes ayant remplacé celle d'Artemis. Leonor arrive alors, et fait comprendre à son mari qu'elle souhaite en finir avec la vie. Turnball, qui sait qu'il va retourner en prison, préfère rester avec sa femme dans la navette qui est programmée pour s'autodétruire, tandis que les 6 héros et N°1 repartent vers l'Atlantide. La mort de Turnball met un terme à la soumission de Holly. Artemis retrouve sa personnalité d'origine et un docteur de l'Atlantide s'occupe de lui pour mettre un terme au complexe d'Atlantis qui provoque ses TOC et ses troubles de la personnalité.

### Nouveaux personnages
- Orion, qui est en fait la deuxième personnalité d'Artemis. Dans la mythologie grecque, Orion est un ennemi de la déesse Artémis.
- Turnball Root, nouvel antagoniste de ce tome, frère de Julius Root, ayant été arrêté plusieurs années auparavant par Holly Short. Il ne cherche qu'à rendre la jeunesse à sa femme Leonor et est prêt à commettre n'importe quel crime pour y parvenir. Le récit de l'arrestation de Turnball Root par Holly Short est raconté dans la nouvelle intitulée « Les FARfadet » disponible dans Le Dossier Artemis Fowl.

## Éditions
- Traduction : Jean-François Ménard.
- Première édition française :
  - Éditions Gallimard Jeunesse, collection Hors série Littérature, le 3 février 2011, format Broché, 402 pages  (ISBN 978-2070637010).

## Suite
Eoin Colfer a annoncé en juillet 2010 que Artemis Fowl 7 constituerait l'avant-dernier tome des aventures d'Artemis Fowl. Le tome 8 des aventures d'Artemis s'intitule Le dernier gardien.